# Nowe Skalmierzyce
Nowe Skalmierzyce (en allemand Neu Skalmierschütz (1908-1920), puis de 1940–43 Neu Skalden, puis de 1943–45 Kalmen) est une ville polonaise du powiat d'Ostrów Wielkopolski.

## Histoire
Lors du deuxième partage de la Pologne en 1793, Neu Skalmierschütz est attribuée au royaume de Prusse et est incorporée dans la province de Prusse-Méridionale puis, après le congrès de Vienne en 1815, dans le grand-duché de Posen (remplacé par la province de Posnanie en 1848) dans l'arrondissement d'Adelnau puis à partir de 1887, dans l'arrondissement d'Ostrowo.